# Alejandro Puerto
Alejandro Puerto est un lutteur cubain spécialiste de la lutte libre né le 1er octobre 1964 à Pinar del Rio.

## Biographie
Alejandro Puerto participe aux Jeux olympiques d'été de 1992 à Barcelone dans la catégorie des poids coqs et remporte la médaille d'or. Il remporte également une médaille d'or lors des Championnats du monde en 1990 et en 1994.